# Mohamed El-Shenawy
Mohamed El-Shenawy, scritto anche El-Shennawy (in arabo محمد الشناوى‎?; Kafr el-Sheikh, 18 dicembre 1988), è un calciatore egiziano, portiere dell'Al-Ahly e della nazionale egiziana.

## Carriera

### Club
Muove i suoi primi passi nelle giovanili dell'Al-Ahly. Esordisce in prima squadra il 6 maggio 2008 contro l'ENPPI. Relegato a quarta scelta - alle spalle di Ramzi Saleh, Amir Abdelhamid e Ahmed Adel - il 26 giugno 2009 si accorda per tre stagioni con l'El Geish.
Il 4 agosto 2013 firma un triennale con il Petrojet. Il 10 luglio 2016 torna all'Al-Ahly, firmando un contratto valido per cinque stagioni. Partito come seconda scelta nelle gerarchie di El-Badry, la stagione successiva - a causa di diversi errori commessi dal collega Ekramy - riesce a guadagnarsi i gradi di titolare.
Nel 2020 conquista uno storico treble, vincendo campionato, coppa nazionale e la CAF Champions League.

### Nazionale
È stato a più riprese convocato - spesso per sopperire ad eventuali infortuni degli altri estremi difensori della rosa - in nazionale dal CT Héctor Cúper, assistendo i propri compagni dalla panchina. Esordisce con i Faraoni il 23 marzo 2018 in Portogallo-Egitto (2-1), amichevole di preparazione in vista dei Mondiali. Selezionato tra i 23 convocati per il campionato del mondo 2018, prende parte alle prime due partite della fase a gironi contro Uruguay e Russia, salvo poi lasciare il posto ad El-Hadary contro l'Arabia Saudita, partita che decreta l'eliminazione degli egiziani dal Mondiale.
Nel 2018 consolida il suo ruolo di numero uno della nazionale egiziana, diventandone l'estremo difensore titolare. L'11 giugno 2019 viene incluso dal CT Javier Aguirre nella rosa dei 23 convocati per la fase finale della Coppa d'Africa 2019, disputata in Egitto. Il cammino della squadra si interrompe agli ottavi di finale contro il Sudafrica.
Dopo aver preso parte ai Giochi Olimpici di Tokyo, il 29 dicembre 2021 viene incluso dal CT Carlos Queiroz nella lista definitiva dei 25 convocati per la fase finale della Coppa d'Africa 2021, dove l'Egitto viene sconfitto in finale dal Senegal ai calci di rigore.
Il 30 dicembre 2023 viene incluso dal CT Rui Vitória nella rosa dei 27 convocati per la fase finale della Coppa d'Africa 2023, disputata in Costa d'Avorio. L'Egitto verrà eliminato agli ottavi di finale dalla RD del Congo ai calci di rigore.

## Statistiche

### Presenze e reti nei club
Statistiche aggiornate al 23 giugno 2025.
| Stagione        | Squadra         | Campionato      | Campionato | Campionato | Coppe nazionali | Coppe nazionali | Coppe nazionali | Coppe continentali | Coppe continentali | Coppe continentali | Altre coppe  | Altre coppe | Altre coppe     | Totale | Totale |
| Stagione        | Squadra         | Comp            | Pres       | Reti       | Comp            | Pres            | Reti            | Comp               | Pres               | Reti               | Comp         | Pres        | Reti            | Pres   | Reti   |
| --------------- | --------------- | --------------- | ---------- | ---------- | --------------- | --------------- | --------------- | ------------------ | ------------------ | ------------------ | ------------ | ----------- | --------------- | ------ | ------ |
| 2007-2008       | Al-Ahly         | PL              | 1          | -3         | CE              | 0               | 0               | CCL                | 0                  | 0                  | SE           | 0           | 0               | 1      | -3     |
| 2008-2009       | Al-Ahly         | PL              | 0          | 0          | CE              | 0               | 0               | CCL+CC             | 0                  | 0                  | SE+SA+Cmc    | 0           | 0               | 0      | 0      |
| 2009-2010       | El Geish        | PL              | 21         | -20        | CE              | 2               | -4              | -                  | -                  | -                  | -            | -           | -               | 23     | -24    |
| 2010-2011       | El Geish        | PL              | 19         | -22        | CE              | 0               | 0               | -                  | -                  | -                  | -            | -           | -               | 19     | -22    |
| 2011-2012       | El Geish        | PL              | 3          | -4         | -               | -               | -               | -                  | -                  | -                  | -            | -           | -               | 3      | -4     |
| Totale El Geish | Totale El Geish | Totale El Geish | 43         | -46        |                 | 2               | -4              |                    | -                  | -                  |              | -           | -               | 45     | -50    |
| 2012-2013       | Haras El-Hodood | PL              | 15         | -16        | CE              | 0               | 0               | -                  | -                  | -                  | -            | -           | -               | 15     | -16    |
| 2013-2014       | Petrojet        | PL              | 20+3       | -17 + -10  | CE              | 1               | 0               | -                  | -                  | -                  | -            | -           | -               | 24     | -27    |
| 2014-2015       | Petrojet        | PL              | 28         | -42        | CE              | 2               | -3              | CC                 | 3                  | -3                 | -            | -           | -               | 33     | -49    |
| 2015-2016       | Petrojet        | PL              | 34         | -31        | CE              | 0               | 0               | -                  | -                  | -                  | -            | -           | -               | 34     | -31    |
| Totale Petrojet | Totale Petrojet | Totale Petrojet | 82+3       | -90 + -10  |                 | 3               | -3              |                    | 3                  | -3                 |              | -           | -               | 91     | -106   |
| 2016-2017       | Al-Ahly         | PL              | 3          | -4         | CE              | 3               | -2              | CCL                | 0                  | 0                  | SE           | 0           | 0               | 6      | -6     |
| 2017-2018       | Al-Ahly         | PL              | 23         | -11        | CE              | 3               | -1              | ACC+CCL            | 4+14               | -4 + -12           | SE           | 1           | 0               | 45     | -28    |
| 2018-2019       | Al-Ahly         | PL              | 23         | -11        | CE              | 1               | -1              | ACC+CCL            | 3+8                | -3 + -7            | SE           | 1           | -2              | 36     | -24    |
| 2019-2020       | Al-Ahly         | PL              | 30         | -8         | CE              | 3               | -3              | CCL                | 13                 | -6                 | SE           | 1           | 0               | 47     | -17    |
| 2020-2021       | Al-Ahly         | PL              | 26         | -17        | CE              | 4               | -3              | CCL                | 12                 | -6                 | SE+SA+Cmc    | 1+1+3       | 0 + 0 + -2      | 47     | -28    |
| 2021-2022       | Al-Ahly         | PL              | 24         | -19        | CE+CdL          | 3+0             | -3 + 0          | CCL                | 10                 | -11                | SE+SA+Cmc    | 1+1+0       | 0 + -1 + 0      | 39     | -34    |
| 2022-2023       | Al-Ahly         | PL              | 29         | -13        | CE+CdL          | 4+0             | -1 + 0          | CCL                | 12                 | -9                 | SE+Cmc       | 1+4         | 0 + -8          | 50     | -31    |
| 2023-2024       | Al-Ahly         | PL              | 17         | -10        | CE              | 0               | 0               | AFL+CCL            | 4+5                | -4 + -1            | SE+SA+Cmc    | 1+1+3       | 0 + -1 + -5     | 31     | -21    |
| 2024-2025       | Al-Ahly         | PL              | 11+7       | -8 + -6    | CE+CdL          | 0+0             | 0 + 0           | CCL                | 11                 | -6                 | SE+SA+CI+Cmc | 1+1+2+3     | 0 + -1 + 0 + -6 | 36     | -27    |
| Totale Al-Ahly  | Totale Al-Ahly  | Totale Al-Ahly  | 194        | -110       |                 | 21              | -14             |                    | 96                 | -69                |              | 27          | -26             | 331    | -219   |
| Totale carriera | Totale carriera | Totale carriera | 337        | -272       |                 | 26              | -21             |                    | 99                 | -72                |              | 27          | -26             | 482    | -391   |

### Cronologia presenze e reti in nazionale
| Cronologia completa delle presenze e delle reti in nazionale ― Egitto | Cronologia completa delle presenze e delle reti in nazionale ― Egitto | Cronologia completa delle presenze e delle reti in nazionale ― Egitto | Cronologia completa delle presenze e delle reti in nazionale ― Egitto | Cronologia completa delle presenze e delle reti in nazionale ― Egitto | Cronologia completa delle presenze e delle reti in nazionale ― Egitto | Cronologia completa delle presenze e delle reti in nazionale ― Egitto | Cronologia completa delle presenze e delle reti in nazionale ― Egitto |
| Data                                                                  | Città                                                                 | In casa                                                               | Risultato                                                             | Ospiti                                                                | Competizione                                                          | Reti                                                                  | Note                                                                  |
| --------------------------------------------------------------------- | --------------------------------------------------------------------- | --------------------------------------------------------------------- | --------------------------------------------------------------------- | --------------------------------------------------------------------- | --------------------------------------------------------------------- | --------------------------------------------------------------------- | --------------------------------------------------------------------- |
| 23-3-2018                                                             | Zurigo                                                                | Portogallo                                                            | 2 – 1                                                                 | Egitto                                                                | Amichevole                                                            | -2                                                                    |                                                                       |
| 1-6-2018                                                              | Bergamo                                                               | Egitto                                                                | 0 – 0                                                                 | Colombia                                                              | Amichevole                                                            | -                                                                     | 46’                                                                   |
| 6-6-2018                                                              | Bruxelles                                                             | Belgio                                                                | 3 – 0                                                                 | Egitto                                                                | Amichevole                                                            | -1                                                                    | 46’                                                                   |
| 15-6-2018                                                             | Ekaterinburg                                                          | Egitto                                                                | 0 – 1                                                                 | Uruguay                                                               | Mondiali 2018 - 1º turno                                              | -1                                                                    |                                                                       |
| 19-6-2018                                                             | Volgograd                                                             | Russia                                                                | 3 – 1                                                                 | Egitto                                                                | Mondiali 2018 - 1º turno                                              | -3                                                                    |                                                                       |
| 8-9-2018                                                              | Alessandria d'Egitto                                                  | Egitto                                                                | 6 – 0                                                                 | Niger                                                                 | Qual. Coppa d'Africa 2019                                             | -                                                                     |                                                                       |
| 12-10-2018                                                            | Il Cairo                                                              | Egitto                                                                | 4 – 1                                                                 | eSwatini                                                              | Qual. Coppa d'Africa 2019                                             | -1                                                                    |                                                                       |
| 16-10-2018                                                            | Manzini                                                               | eSwatini                                                              | 0 – 2                                                                 | Egitto                                                                | Qual. Coppa d'Africa 2019                                             | -                                                                     | 46’                                                                   |
| 16-11-2018                                                            | Alessandria d'Egitto                                                  | Egitto                                                                | 3 – 2                                                                 | Tunisia                                                               | Qual. Coppa d'Africa 2019                                             | -2                                                                    |                                                                       |
| 16-6-2019                                                             | Alessandria d'Egitto                                                  | Egitto                                                                | 3 – 1                                                                 | Guinea                                                                | Amichevole                                                            | -1                                                                    |                                                                       |
| 21-6-2019                                                             | Il Cairo                                                              | Egitto                                                                | 1 – 0                                                                 | Zimbabwe                                                              | Coppa d'Africa 2019 - 1º turno                                        | -                                                                     |                                                                       |
| 26-6-2019                                                             | Il Cairo                                                              | Egitto                                                                | 2 – 0                                                                 | RD del Congo                                                          | Coppa d'Africa 2019 - 1º turno                                        | -                                                                     |                                                                       |
| 30-6-2019                                                             | Il Cairo                                                              | Uganda                                                                | 0 – 2                                                                 | Egitto                                                                | Coppa d'Africa 2019 - 1º turno                                        | -                                                                     |                                                                       |
| 6-7-2019                                                              | Il Cairo                                                              | Egitto                                                                | 0 – 1                                                                 | Sudafrica                                                             | Coppa d'Africa 2019 - Ottavi di finale                                | -1                                                                    |                                                                       |
| 14-10-2019                                                            | Alessandria d'Egitto                                                  | Egitto                                                                | 1 – 0                                                                 | Botswana                                                              | Amichevole                                                            | -                                                                     | 61’                                                                   |
| 7-11-2019                                                             | Alessandria d'Egitto                                                  | Egitto                                                                | 1 – 0                                                                 | Liberia                                                               | Amichevole                                                            | -                                                                     |                                                                       |
| 14-11-2019                                                            | Alessandria d'Egitto                                                  | Egitto                                                                | 1 – 1                                                                 | Kenya                                                                 | Qual. Coppa d'Africa 2021                                             | -1                                                                    |                                                                       |
| 18-11-2019                                                            | Moroni                                                                | Comore                                                                | 0 – 0                                                                 | Egitto                                                                | Qual. Coppa d'Africa 2021                                             | -                                                                     |                                                                       |
| 14-11-2020                                                            | Il Cairo                                                              | Egitto                                                                | 1 – 0                                                                 | Togo                                                                  | Qual. Coppa d'Africa 2021                                             | -                                                                     |                                                                       |
| 17-11-2020                                                            | Lomé                                                                  | Togo                                                                  | 1 – 3                                                                 | Egitto                                                                | Qual. Coppa d'Africa 2021                                             | -1                                                                    |                                                                       |
| 25-3-2021                                                             | Nairobi                                                               | Kenya                                                                 | 1 – 1                                                                 | Egitto                                                                | Qual. Coppa d'Africa 2021                                             | -1                                                                    |                                                                       |
| 29-3-2021                                                             | Il Cairo                                                              | Egitto                                                                | 4 – 0                                                                 | Comore                                                                | Qual. Coppa d'Africa 2021                                             | -                                                                     | 46’                                                                   |
| 1-9-2021                                                              | Il Cairo                                                              | Egitto                                                                | 1 – 0                                                                 | Angola                                                                | Qual. Mondiali 2022                                                   | -                                                                     |                                                                       |
| 5-9-2021                                                              | Franceville                                                           | Gabon                                                                 | 1 – 1                                                                 | Egitto                                                                | Qual. Mondiali 2022                                                   | -1                                                                    |                                                                       |
| 30-9-2021                                                             | Alessandria d'Egitto                                                  | Egitto                                                                | 2 – 0                                                                 | Liberia                                                               | Amichevole                                                            | -                                                                     | 68’                                                                   |
| 8-10-2021                                                             | Alessandria d'Egitto                                                  | Egitto                                                                | 1 – 0                                                                 | Libia                                                                 | Qual. Mondiali 2022                                                   | -                                                                     |                                                                       |
| 11-10-2021                                                            | Bengasi                                                               | Libia                                                                 | 0 – 3                                                                 | Egitto                                                                | Qual. Mondiali 2022                                                   | -                                                                     | 26’                                                                   |
| 12-11-2021                                                            | Luanda                                                                | Angola                                                                | 2 – 2                                                                 | Egitto                                                                | Qual. Mondiali 2022                                                   | -2                                                                    |                                                                       |
| 16-11-2021                                                            | Alessandria d'Egitto                                                  | Egitto                                                                | 2 – 1                                                                 | Gabon                                                                 | Qual. Mondiali 2022                                                   | -1                                                                    |                                                                       |
| 1-12-2021                                                             | Doha                                                                  | Egitto                                                                | 1 – 0                                                                 | Libano                                                                | Coppa araba FIFA 2021 - 1º turno                                      | -                                                                     |                                                                       |
| 4-12-2021                                                             | Doha                                                                  | Sudan                                                                 | 0 – 5                                                                 | Egitto                                                                | Coppa araba FIFA 2021 - 1º turno                                      | -                                                                     |                                                                       |
| 7-12-2021                                                             | Al Wakrah                                                             | Algeria                                                               | 1 – 1                                                                 | Egitto                                                                | Coppa araba FIFA 2021 - 1º turno                                      | -1                                                                    |                                                                       |
| 11-12-2021                                                            | Al Wakrah                                                             | Egitto                                                                | 3 – 1 dts                                                             | Giordania                                                             | Coppa araba FIFA 2021 - Quarti di finale                              | -1                                                                    |                                                                       |
| 15-12-2021                                                            | Doha                                                                  | Tunisia                                                               | 1 – 0                                                                 | Egitto                                                                | Coppa araba FIFA 2021 - Semifinale                                    | -1                                                                    |                                                                       |
| 18-12-2021                                                            | Doha                                                                  | Egitto                                                                | 0 – 0 dts (4 – 5 dtr)                                                 | Qatar                                                                 | Coppa araba FIFA 2021 - Finale 3º posto                               | -                                                                     |                                                                       |
| 11-1-2022                                                             | Garoua                                                                | Nigeria                                                               | 1 – 0                                                                 | Egitto                                                                | Coppa d'Africa 2021 - 1º turno                                        | -1                                                                    |                                                                       |
| 15-1-2022                                                             | Garoua                                                                | Guinea-Bissau                                                         | 0 – 1                                                                 | Egitto                                                                | Coppa d'Africa 2021 - 1º turno                                        | -                                                                     |                                                                       |
| 19-1-2022                                                             | Yaoundé                                                               | Egitto                                                                | 1 – 0                                                                 | Sudan                                                                 | Coppa d'Africa 2021 - 1º turno                                        | -                                                                     |                                                                       |
| 26-1-2022                                                             | Douala                                                                | Costa d'Avorio                                                        | 0 – 0 dts (4 - 5 dtr)                                                 | Egitto                                                                | Coppa d'Africa 2021 - Ottavi di finale                                | -                                                                     | 88’                                                                   |
| 25-3-2022                                                             | Il Cairo                                                              | Egitto                                                                | 1 – 0                                                                 | Senegal                                                               | Qual. Mondiali 2022                                                   | -                                                                     |                                                                       |
| 29-3-2022                                                             | Dakar                                                                 | Senegal                                                               | 1 – 0 dts (3 – 1 dtr)                                                 | Egitto                                                                | Qual. Mondiali 2022                                                   | -1                                                                    |                                                                       |
| 14-6-2022                                                             | Seul                                                                  | Corea del Sud                                                         | 4 – 1                                                                 | Egitto                                                                | Amichevole                                                            | -4                                                                    |                                                                       |
| 23-9-2022                                                             | Alessandria d'Egitto                                                  | Egitto                                                                | 3 – 0                                                                 | Niger                                                                 | Amichevole                                                            | -                                                                     |                                                                       |
| 27-9-2022                                                             | Alessandria d'Egitto                                                  | Egitto                                                                | 3 – 0                                                                 | Liberia                                                               | Amichevole                                                            | -                                                                     |                                                                       |
| 18-11-2022                                                            | Al Kuwait                                                             | Belgio                                                                | 1 – 2                                                                 | Egitto                                                                | Amichevole                                                            | -1                                                                    |                                                                       |
| 24-3-2023                                                             | Il Cairo                                                              | Egitto                                                                | 2 – 0                                                                 | Malawi                                                                | Qual. Coppa d'Africa 2023                                             | -                                                                     |                                                                       |
| 28-3-2023                                                             | Lilongwe                                                              | Malawi                                                                | 0 – 4                                                                 | Egitto                                                                | Qual. Coppa d'Africa 2023                                             | -                                                                     | 51’                                                                   |
| 14-6-2023                                                             | Marrakech                                                             | Guinea                                                                | 1 – 2                                                                 | Egitto                                                                | Qual. Coppa d'Africa 2023                                             | -1                                                                    |                                                                       |
| 8-9-2023                                                              | Il Cairo                                                              | Egitto                                                                | 1 – 0                                                                 | Etiopia                                                               | Qual. Coppa d'Africa 2023                                             | -                                                                     | Cap. 90+2’                                                            |
| 12-10-2023                                                            | al-'Ayn                                                               | Egitto                                                                | 1 – 0                                                                 | Zambia                                                                | Amichevole                                                            | -                                                                     |                                                                       |
| 16-10-2023                                                            | al-ʿAyn                                                               | Egitto                                                                | 1 – 1                                                                 | Algeria                                                               | Amichevole                                                            | -1                                                                    |                                                                       |
| 16-11-2023                                                            | Il Cairo                                                              | Egitto                                                                | 6 – 0                                                                 | Gibuti                                                                | Qual. Mondiali 2026                                                   | -                                                                     |                                                                       |
| 19-11-2023                                                            | Monrovia                                                              | Sierra Leone                                                          | 0 – 2                                                                 | Egitto                                                                | Qual. Mondiali 2026                                                   | -                                                                     |                                                                       |
| 14-1-2024                                                             | Abidjan                                                               | Egitto                                                                | 2 – 2                                                                 | Mozambico                                                             | Coppa d'Africa 2023 - 1º turno                                        | -2                                                                    |                                                                       |
| 18-1-2024                                                             | Abidjan                                                               | Egitto                                                                | 2 – 2                                                                 | Ghana                                                                 | Coppa d'Africa 2023 - 1º turno                                        | -2                                                                    |                                                                       |
| 22-1-2024                                                             | Abidjan                                                               | Capo Verde                                                            | 2 – 2                                                                 | Egitto                                                                | Coppa d'Africa 2023 - 1º turno                                        | -2                                                                    | 90+12’                                                                |
| 6-6-2024                                                              | Il Cairo                                                              | Egitto                                                                | 2 – 1                                                                 | Burkina Faso                                                          | Qual. Mondiali 2026                                                   | -1                                                                    |                                                                       |
| 10-6-2024                                                             | Bissau                                                                | Guinea-Bissau                                                         | 1 – 1                                                                 | Egitto                                                                | Qual. Mondiali 2026                                                   | -1                                                                    |                                                                       |
| 6-9-2024                                                              | Il Cairo                                                              | Egitto                                                                | 3 – 0                                                                 | Capo Verde                                                            | Qual. Coppa d'Africa 2025                                             | -                                                                     | 80’                                                                   |
| 10-9-2024                                                             | Francistown                                                           | Botswana                                                              | 0 – 4                                                                 | Egitto                                                                | Qual. Coppa d'Africa 2025                                             | -                                                                     |                                                                       |
| 11-10-2024                                                            | Il Cairo                                                              | Egitto                                                                | 2 – 0                                                                 | Mauritania                                                            | Qual. Coppa d'Africa 2025                                             | -                                                                     |                                                                       |
| 15-10-2024                                                            | Nouakchott                                                            | Mauritania                                                            | 0 – 1                                                                 | Egitto                                                                | Qual. Coppa d'Africa 2025                                             | -                                                                     |                                                                       |
| 15-11-2024                                                            | Praia                                                                 | Capo Verde                                                            | 1 – 1                                                                 | Egitto                                                                | Qual. Coppa d'Africa 2025                                             | -1                                                                    | Cap. 90+4’                                                            |
| 21-3-2025                                                             | Casablanca                                                            | Etiopia                                                               | 0 – 2                                                                 | Egitto                                                                | Qual. Mondiali 2026                                                   | -                                                                     |                                                                       |
| 25-3-2025                                                             | Il Cairo                                                              | Egitto                                                                | 1 – 0                                                                 | Sierra Leone                                                          | Qual. Mondiali 2026                                                   | -                                                                     |                                                                       |
| Totale                                                                |                                                                       | Presenze                                                              | 65                                                                    |                                                                       | Reti                                                                  | -40                                                                   |                                                                       |

## Palmarès

### Club

#### Competizioni nazionali
- Campionato egiziano: 8

Al-Ahly: 2007-2008, 2016-2017, 2017-2018, 2018-2019, 2019-2020, 2022-2023, 2023-2024, 2024-2025
- Coppa d'Egitto: 4

Al-Ahly: 2016-2017, 2019-2020, 2021-2022, 2022-2023
- Supercoppa d'Egitto: 6

Al-Ahly: 2017, 2018, 2021, 2022, 2023, 2024

#### Competizioni internazionali
- CAF Champions League: 4

Al-Ahly: 2019-2020, 2020-2021, 2022-2023, 2023-2024
- Supercoppa CAF: 2

Al-Ahly: 2020, 2021
- Coppa Intercontinentale FIFA - Coppa Africa-Asia-Pacifico: 1

Al-Ahly: 2024

### Individuale
- Egyptian Premier League Team of the Year: 1[29]

2015-2016